# Житкова, Марта Дмитриевна
Марта Дмитриевна Житкова (17 января 1928, Москва — 2012) — советский и российский скульптор.

## Биография
Марта Житкова родилась в Москве 17 января 1928 года. С 1940 по 1952 год училась в Московском институте прикладного и декоративного искусства у А. А. Стемпковского. С 1952 по 1954 год училась в Ленинградском высшем художественно-промышленном училище у В. И. Ингала. Её дипломной работой была композиция для фонтана «Материнство» (руководитель В. И. Дерунов). Своим учителем также считала А. Т. Матвеева.
Жила и работала в Москве. В 1954 году вступила в КПСС. С 1956 года участвовала в художественных выставках. В 1958 году вступила в Союз художников СССР. Персональные выставки Марты Житковой проходили в Москве в 1969 и 1983 годах. В 1974 году принимала участие в выставке в Бухаресте (Румыния).
Работы Марты Житковой находятся в собраниях Государственной Третьяковской галереи, Государственного Русского музея и других музеев России. Портреты Марты Житковой выполнили скульптор Г. Г. Лазарева (гипс, 1965) и художница С. С. Витухновская (цветная автолитография, 1984).

## Работы
Портреты
- «Таня» (гипс тонированный, 1957)[1]
- «Девочка» (гипс, 1958)[1]
- «Знатная прядильщица А. В. Кокорина» (гипс тонированный, 1964)[1]
- «Герой Советского Союза М. П. Чечнева» (бетон, 1965)[1]
- «Люся» (Л. Косиченко, бронза, 1967)[1]
- «Рабочий Харламов» (бронза, 1969)[1]
- «Скульптор П. А. Горяинов» (гипс, 1970)[1]
- «А. С. Пушкин» (гипс, 1972)[1]
- «Автопортрет» (барельеф, гипс раскрашенный, 1975)[1]
- «Портрет Ларисы» (бронза, 1975)[2]
- «Юная» (бронза, 1975, СХ РСФСР)[2]
- «Бригитта» (бронза, 1977, СХ РСФСР)[2]
- «Художница» (бронза, 1978, МОСХ)[2]

Декоративные композиции
- «Дискометательница» (гипс тонированный, 1959)[1]
- «Отец и сын» (гипс тонированный, 1961)[1]
- «Пастушок» (цемент тонированный, 1965; вариант — шамот, 1966, Приморская государственная картинная галерея, Владивосток)[1]
- «Старик и старуха с козой» (шамот, 1967)[1]
- «Солдат» (гипс, 1968)[1]
- «Медведь» (железо, 1968—1969)[1]
- «Девочка с ланью» (кованая медь, 1969, ГТГ)[1][2]
- «Женщина с птицей» (дерево, 1975—1976, Мордовский республиканский музей изобразительных искусств имени С. Д. Эрьзи)[2]
- «Семья» (дерево, 1976, СХ РСФСР)[2]
- «Стихи» (1976)[2]

Барельефы
- «Скиф с конем» и «Звериная охота» (туф, 1969, диплом МОХФ РСФСР, 1969; кафе «Сармат» в Новочеркасске)[1]
- «Материнство» (дерево, 1970; вариант — гипс тонированный, 1971; диплом МОХФ РСФСР, 1971)[1]
- «Обнажённая» (лежащая фигура для водоема, гипс, 1972)[1]
- «Времена года» (группа из четырёх фигур, дерево раскрашенное, 1973—1974)[1]
- «Девочка и жеребёнок» (гипс раскрашенный, 1974)[1]

Витражи
- «Медведь» (1968)[1]
- «Девица-красавица» (1968—1969)[1]

Керамика
- Серия стилизованных голов и масок (задымленная керамика, 1970—1972)[1]
- Серия декоративных блюд (шамот, 1965—1966)[1]
- Серия ваз в виде фигур (керамика, 1970—1971)[1]
- «Речица» (керамика, 1978, МК РСФСР)[2]
- «Грустная девушка» (керамика, 1979)[2]

Монументальная композиция «Суздаль» (камень, 1978—1979, совместно с архитекторами Р. Башиловым, А. Филимоновым, Суздаль)

Занималась скульптурным оформлением детских игровых площадок.